# 월드 챔피언십 레슬링
월드 챔피언십 레슬링(World Championship Wrestling, 이하 WCW)은 미국의 프로레슬링 단체 중 하나였다. 1988년 단체가 설립, 조지아를 본거지로 하였으며 2001년 3월, 약 8천만달러에 이르는 적자로 인한 재정난을 견디지 못하고 파산하였으며 WWE에 흡수합병되었다.
주요 프로그램은 나이트로(Nitro)와 썬더(Thunder)가 있었는데 미국 현지에서는 TNT에서 나이트로를, TBS에서 썬더를 방영하였으며 국내에서는 itv를 통해 나이트로가 방영되었다.

## 역사

### 탄생
1988년까지 NWA 연맹 소속하에 짐 크로켓 프로모션(Jim Crockett Promotions)이라는 이름으로 운영되다가 1988년 언론 재벌 테드 터너가 인수하여 월드 챔피언십 레슬링 (World Championship Wrestling)이라는 이름으로 바뀐다.

### 흥행과 몰락
1995년 링아나운서 출신이며 WCW의 임원중 하나였던 에릭 비숍이 회장이었던 테드 터너를 대리하여 WCW의 전권을 지닌 책임프로듀서로 발탁, WCW Monday NITRO가 탄생하는데, 세계 최초로 프로레슬링쇼 생방송을 시작하였다.
1996년 헐크호건, 케빈내쉬, 스캇홀을 주축으로 한 nWo(New World Order)각본을 통해 프로레슬링계의 지각변동을 불러오며 급격한 성장을 이룩하게 된다, 96년 후반부터 WCW는 82주 동안 WWE의 간판프로그램 러(RAW)와의 시청률 전쟁 (월요일 밤의 전쟁: Monday Night War)에서 승리하였지만 1999년부터 인기가 하락하더니 2000년 WWE에 시청률을 따라 잡히다가 2001년 3월 21일을 끝으로 결국 WWE에 흡수 합병된다.

### 인베이전(침공)
ECW에 이어 WCW도 재정난을 견디지 못하고 파산하여 WWF로 인수되면서 대부분의 선수들은 WWF로 이적하게 되었다. WWF는 선수들을 활용하기 위한 방안으로 인베이전 각본을 만들었다. 당시 WCW를 인수한 셰인 맥맨과 아버지인 빈스 맥맨의 대립에서 스테파니 맥맨을 새로운 오너로 내세운 ECW가 WCW와 합세하게 되면서 WCW와 ECW의 연합군인 얼라이언스 (Alliance)와 WWF간의 대결인 인베이전 각본이 생겼는데, 이들의 대립은 6개월간 계속되었고 11월 서바이버 시리즈에서 이긴 팀이 단체를 가지게 된다는 조건을 내세운 5: 5 서바이벌 매치에서 결국 WWF가 승리함으로써 인베이전의 각본이 종료 된다.

## WCW 마지막 챔피언
| 타이틀                                | 초대 챔피언                         | 마지막 챔피언                        | 타이틀 존속기간                    |
| ------------------------------------- | ----------------------------------- | ------------------------------------ | ---------------------------------- |
| WCW 월드 헤비웨이트 챔피언            | 릭 플레어                           | 크리스 제리코                        | 1991년 1월 11일 ~ 2001년 12월 9일  |
| WCW 인터내셔널 헤비웨이트 챔피언      | 릭 플레어                           | 릭 플레어                            | 1993년 7월 18일 ~ 1994년 6월 23일  |
| WCW 월드 텔레비전 챔피언              | 대니 밀러                           | 핵소우 짐더간                        | 1974년 2월 27일 ~ 2000년 4월 10일  |
| WCW 유나이티드 스테이츠 챔피언        | 할리 레이스                         | 에지                                 | 1975년 1월 1일 ~ 2001년 11월 18일  |
| WCW 월드 태그팀 챔피언                | 진 앤더슨 & 올 앤더슨               | 더들리 보이즈                        | 1975년 1월 29일 ~ 2001년 10월 23일 |
| WCW 월드 식스맨 태그팀 챔피언         | 정크야드 독 & 릭키 모턴 & 토미 리치 | 더 요크 파운데이션                   | 1991년 2월 17일 ~ 1991년 10월 8일  |
| WCW 유나이티드 스테이츠 태그팀 챔피언 | 크러셔 흐루시초프 & 이반 콜로프     | 스타이너 브라더스                    | 1986년 9월 28일 ~ 1992년 6월 25일  |
| WCW 크루져웨이트 태그팀 챔피언        | 키드 로메오 & 엘릭 스키퍼           | 빌리 키드먼 & 레이 미스테리오 주니어 | 2001년 3월 18일 ~ 2001년 3월 26일  |
| WCW 크루져웨이트 챔피언               | 오오타니 신지로                     | 타지리                               | 1996년 3월 20일 ~ 2001년 10월 22일 |
| WCW 라이트 헤비웨이트 챔피언          | 브라이언 필먼                       | 브래드 암스트롱                      | 1991년 10월 27일 ~ 1992년 9월 2일  |
| WCW 위민스 챔피언                     | 아키라 호쿠토                       | 데빌 마사미                          | 1996년 12월 29일 ~ 1997년 9월 20일 |
| WCW 위민스 크루져웨이트 챔피언        | 네기시 우에마츠                     | 슈거 사토                            | 1997년 4월 7일 ~ 1997년 9월 20일   |
| WCW 하드코어 챔피언                   | 노먼 스마일리                       | 바베리언                             | 1999년 11월 21일 ~ 2001년 1월 23일 |

## WCW PPV
WCW에서의 페이퍼뷰 브랜드로도 존재하였으나, 마지막이었다. 현재 PPV의 브랜드는 WWE가 소유됨에 따라 부활되었기도 하였다.
- 클래시 오브 챔피언스
- 월드 워 3
- 할로윈 해벅

## WCW 명예의 전당
WCW 명예의 전당(WCW Hall of Fame)은 WCW 주최로 1993년부터 개최된 행사로 3년간 개최되었다. 하지만 브랜드 폐지로 WWE가 흡수합병에 따라 WWE 명예의 전당으로 이적하여 WCW역사도 포함시켰다.

### 역대 명예의 전당 멤버
| 연도   | 헌액자 |
| ------ | --- |
| 1993년 | 루테즈, 버네 게그네, 미스터 레슬링 2세 존 워커, 에디 그라함                                                                                 |
| 1994년 | 할리 레이스, 에르니 라드, 더 크러셔 레지 리소우스키, 딕 더 브루져 윌리엄 아프리스, 올레 앤더슨 앨런 로고우스키, 마스크드 어세신 조디 해밀턴 |
| 1995년 | 와후 맥다니엘 에드워드 맥다니엘, 더스티 로즈, 안토니오 이노키 캔지 이노키, 안젤로 포포 존 포포, 테리 펑크, 빅 존 스터드 존 민턴, 고든 솔리  |

## 같이 보기
- 프로레슬링